# سیارک ۲۱۷۲۰
سیارک ۲۱۷۲۰ (به انگلیسی: 21720 Pilishvili، نامگذاری:1999RQ119) بیست و یک هزار و هفتصد و بیستمین سیارک کشف شده‌است که در ۹ سپتامبر ۱۹۹۹ کشف شد.
قدر مطلق سیارک برابر ۱۱.۷ است.